# Fi
Fi (grčki srednji rod: Φι; veliko slovo Φ; malo slovo φ ili φ) 21. je slovo grčkog alfabeta i ima brojčanu vrijednost 500. U starogrčkom se izgovaralo /pʰ/, a u novogrčkom se izgovara /f/.

## Izgovor
Na starogrčkom jeziku fi se nije izgovaralo poput hrvatskoga /f/, nego kao aspirirano [ph].
Kod prijepisa s grčkoga pisma na latinicu riječi koje su sadržavale Φ zamjenjivale su ga slovima „p“ ili „ph“. Time se pokušavalo označiti zvuk kojega nema u latinskome jeziku ili pismu. Tek u prvim stoljećima poslije Krista nastala su prvi prijepisi koji su upotrebljavali latinično „f“, što indicira da je fi postao frikativom. U drugom stoljeću od  „P(h)ilippusa“ je nastao „Filippus“.
Latinično F dolazi od grčkog slova Ϝ (digama), napušteno još u ranoj antici, koje se vjerojatno izvorno u grčkome izgovaralo [w] (slično kao u engleskom jeziku).

## Šifra znaka
|                   | Veliko slovo Φ           | Malo slovo φ           | Malo slovo φ     |
| ----------------- | ------------------------ | ---------------------- | ---------------- |
| Unicode Codepoint | U+03A6                   | U+03C46                | U+03D5           |
| Unicode-Ime       | GREEK CAPITAL LETTER TAU | GREEK SMALL LETTER TAU | GREEK PHI SYMBOL |
| HTML              | &#934;                   | &#966;                 | ϕ                |
| HTML-Identitet    | &Phi;                    | &phi;                  |                  |